# Potamotrygon henlei
Potamotrygon henlei és una espècie de peix pertanyent a la família dels potamotrigònids.

## Descripció
- Fa 45 cm de llargària màxima.[3][4]

## Hàbitat
És un peix d'aigua dolça, bentopelàgic i de clima tropical (23 °C-28 °C).

## Distribució geogràfica
Es troba a Sud-amèrica: rius Tocantins i Araguaia (conca del riu Tocantins, el Brasil).

## Estat de conservació
Aquesta espècie s'exporta per al comerç de peixos d'aquari legalment des de Manaus i il·legalment des de Belém. A més, la degradació del seu hàbitat a causa de les activitats mineres il·legals de la zona és probable que afecti també la seua supervivència.

## Observacions
És inofensiu per als humans.